# Enhörningen (serie)
Enhörningen (Trail of the Unicorn) är en Kalle Anka-historia av Carl Barks från 1950. Den handlar om Kalle Anka och Knattarna som försöker spåra och hämta hem en enhörning till Joakim von Ankas zoo.

## Handling
Serien börjar med att Kalle blir uppringd av Farbror Joakim som vill att han åker till Himalaya för att hämta hem en enhörning till Joakims zoo. Kalle blir lovad en stor summa pengar om han lyckas. Dock har Alexander Lukas tjuvlyssnat på samtalet och följer efter Kalle och Knattarna för att med hjälp av sin tur kunna var den som levererar enhörningen till Joakim. Kalle och knattarna hittar och fångar en vildsint enhörning, som tyvärr råkar slita sig och rymma. Enhörningen faller därefter i Alexanders händer och han blir den som lämnar över djuret och inkasserar belöningen hos Farbror Joakim. Enhörningen visar sig dock snart bli sjuk då den vägrar äta och Joakim utlovar en mycket stor belöning till dem som kan bota enhörningen. Kalle och knattarna matar den då med en mossa de hittade i Himalaya, vilket ger enhörningen sina krafter tillbaka.